# Economía de Sudán
La economía de Sudán tiene un producto interno bruto de 37 769 millones USD en 2021. Ha trabajo con el Fondo Monetario Internacional (FMI) para implementar reformas macroeconómicas, incluida una flotación controlada del tipo de cambio. Sudán comenzó a exportar petróleo crudo en el último trimestre de 1999.
Sudán comenzó a exportar petróleo crudo en el último trimestre de 1999. La producción agrícola sigue siendo importante, porque emplea al 80 % de la fuerza laboral y aporta un tercio del PIB. El conflicto de Darfur, las secuelas de dos décadas de guerra en la Segunda Guerra Civil de Sudán (1983-2005) en el sur, la falta de infraestructura básica en grandes áreas y la dependencia de gran parte de la población de la agricultura de subsistencia aseguran gran parte de la población permanecerá en o por debajo de la línea de pobreza durante años. Sudán sigue siendo un país menos desarrollado según las Naciones Unidas.

## Comercio exterior
En 2020, el país fue el 118o exportador más grande del mundo (US $ 5.1 mil millones). En términos de importaciones, en 2019, fue el 111.º mayor importador del mundo: US $ 6,6 mil millones.

## Agricultura
Sudán produjo en 2018:
- 5,9 millones de toneladas de caña de azúcar;
- 4,9 millones de toneladas de sorgo (tercer productor mundial, detrás de EE. UU. y Nigeria);
- 2,8 millones de toneladas de maní (cuarto productor más grande del mundo, detrás de China, India y Nigeria);
- 2,6 millones de toneladas de mijo (tercer productor mundial, solo por detrás de India y Níger);
- 1,5 millones de toneladas de cebolla (undécimo productor mundial);
- 981 mil toneladas de sésamo (mayor productor del mundo);
- 951 mil toneladas de plátano;
- 907 mil toneladas de mango (incluido mangostán y guayaba);
- 674 mil toneladas de tomate;
- 595 mil toneladas de trigo;
- 442 mil toneladas de patata;
- 440 mil toneladas de dátil (séptimo productor mundial);
- 304 mil toneladas de okra;
- 283 mil toneladas de limón;
- 240 mil toneladas de pepino;
- 234 mil toneladas de pomelo;
- 234 mil toneladas de batata;
- 187 mil toneladas de ñame;
- 172 mil toneladas de sandía;
- 161 mil toneladas de naranja;
- 160 mil toneladas de algodón;

Además de producciones más pequeñas de otros productos agrícolas.

### Ganadería
En 2019, Sudán produjo 2900 millones de litros de leche de vaca, 1100 millones de litros de leche de cabra (tercer productor mundial), 415 millones de litros de leche de oveja (décimo productor mundial el mundo), 62 millones de litros de leche de camello, 388 mil toneladas de carne de res, 265 mil toneladas de cordero, 146 mil toneladas de carne de camello, 120 mil toneladas de carne de cabra, 75 mil toneladas de carne de pollo, entre otros.

## Sector secundario

### Industria
El Banco Mundial enumera los principales países productores cada año, según el valor total de la producción. Según la lista de 2009, Sudán tenía la 105.ª industria más valiosa del mundo (2800 millones de dólares).
En 2018, el país fue el quinto productor mundial de aceite de maní (177,8 mil toneladas).

### Minería
En 2019, el país fue el decimotercer productor mundial de oro.

### Energía
En energías no renovables, en 2020, el país fue el 48.º productor mundial de petróleo, extrayendo 64.700 barriles / día. En 2011, el país consumió 95.500 barriles / día (el 79.º consumidor más grande del mundo). El país fue el 38.º exportador de petróleo del mundo en 2010 (97,2 mil barriles / día). El país no produce gas natural. El país no produce carbón.
- PIB - Producto Interior Bruto (2003): 15.920 millones de $ estadounidenses.
- Paridad de poder adquisitivo (2004): 76.200 millones de $ estadounidenses.
- PIB - Per capita: 477 $ USA.
- Paridad de poder adquisitivo Per cápita (2004): 1900 $ estadounidenses.
- Inflación media anual: 9%.
- Deuda externa aprox.: 16.090 millones de $ estadounidenses.
- Importaciones: 2671 millones de $ USA.

- Principales países proveedores: Arabia Saudí, China e India.
- Principales productos de importación: Alimentos, manufacturas y maquinaria.

- Exportaciones: 2422 millones de $ estadounidenses.

- Principales países clientes: China, Arabia Saudí y Japón.
- Principales productos de exportación: Petróleo y sus derivados y algodón.

Estructura del PIB en 2003:
Distribución por sectores económicos del PIB total:
Agricultura, Silvicultura y Pesca: 37%.
Industria: 18%.
Industrias manufactureras y minería: 9%.
Servicios y construcción: 45%.
- Tasa de desempleo (2003): 19,1 %.
- Población bajo el nivel de pobreza (2004): 40 %.